# Народный республиканский союз
Народный республиканский союз (фр. Union Populaire Républicaine) — французская политическая партия. Создана 25 марта 2007 года генеральным инспектором министерства финансов Франсуа Асселино. Она требует выход Франции из ЕС, из зоны евро и из НАТО.
В 2015 году число членов партии НРС превысило 7000 человек во феврале, 8000 в июле, и 9000 в ноябре.
В декабре 2015 года НРС участвует в региональных выборах и представляет 1971 кандидата. в 13 регионах (все регионы европейской части Франции кроме Корсики, и остров Реюньон).
В 2017 году НРС участвует в президентских выборах и в первом туре во Франции Франсуа Асселино набирает 0,92 % голосов.
В феврале 2018 года число членов партии НРС превысило 30 000 человек.